# Kościół Świętego Józefa Oblubieńca w Skarżysku-Kamiennej
Kościół Świętego Józefa Oblubieńca w Skarżysku-Kamiennej – drewniany kościół parafialny w Skarżysku-Kamiennej, w województwie świętokrzyskim. Mieści się przy ulicy Legionów, w dzielnicy Bzin.

## Historia
Świątynia została wzniesiona w 1928. Wybudowana według projektu Waleriana Wołodźki.

## Budowa i wyposażenie
Świątynia drewniana, posiada konstrukcję słupowo-ramową. Budowla nieorientowana. Nawa składa się z dwóch części, szerszej trójnawowej i węższej jednonawowej, posiadającej dwie boczne przybudówki. Małe prezbiterium, zamknięte trójkątnie, posiadające zakrystię i skarbczyk po bokach. Kruchta znajduje się z przodu nawy. Dach pokryty jest ocynkowaną blachą i posiada ośmiokątną wieżyczkę na sygnaturkę. Jest ona zakończona baniastym hełmem blaszanym z latarnią. Wnętrze jest otynkowane, podzielone przez dwa rzędy murowanych kolumn. Sklepienie w kształcie trapezu o niejednakowej wysokości znajduje się nad nawą i prezbiterium, a nad nawami bocznymi jest płaskie.

### Organy
Organy zostały wybudowane przez Wacława Biernackiego. Poprzednio zamontowane były w drewnianym kościółku obok, po wybudowaniu nowej, murowanej świątyni instrument został przeniesiony, przy okazji dokonano generalnego remontu. Instrument posiada dmuchawę elektryczna firmy Laukhuff. Prospekt jest symetryczny, znajdują się w nim piszczałki głosu Oktawbas 8' z klawiatury nożnej. Kontuar wolnostojący; grający zajmuje miejsce bokiem do ołtarza. Organy w stanie bardzo dobrym, nastrojone, a traktura sprawna.
Posiadają 11 głosów, dwa manuały i klawiaturę nożną. Traktura gry i rejestrów jest pneumatyczna.
Manuał IPryncypał 8', Flet koncertowy 8', Gamba 8', Oktawa 4', Mixtura 2'
Manuał IIGedakt 8', Aeolina 8', Vox coelestis 8', Flet 4'
PedałSubbas 16', Oktawbas 8'